# 西南氣流
西南氣流，是北半球夏季的西南季風低壓在副熱帶高壓引導作用下所帶來印度洋、南海等海洋暖濕氣流，風向呈西南風，故稱為西南氣流。在台灣由於西南氣流常伴隨颱風引進，此時西南氣流為海風由海洋帶來大量水氣，遇上台灣中央山脈後，中臺灣、南臺灣成為迎風面，暖濕氣流受到地形抬升常造成迎風面大量降雨，甚至造成水災。

## 成因與影響
決定華南地區西南氣流動態有兩種因素，一個是在長江上、中游或華中地區的低壓動態及其強度，另一個則是副熱帶高壓的動態。其中西南氣流盛行的情形是，當長江流域低壓帶所在位置偏南而強度較大，以及副熱帶高壓向東或向低緯移動之時。反之，若太平洋分離高壓中心向臺灣北方海上及臺灣西伸時，西南氣流即會停止。當梅雨鋒面伴隨強烈的西南氣流，常導致災害性降雨。另外，颱風的氣流係逆時針旋轉向中心，颱風南方吹的是西南風，當颱風通過臺灣時，常引進強盛的西南氣流至臺灣上空，潮溼且溫暖的氣流受中央山脈阻擋而抬升凝結降雨，在中南部地區產生豪雨，造成嚴重災害。其中嘉南高屏是臺灣與西南氣流交鋒的最前線，暴雨往往為這兩地帶來水患。

## 颱風氣流引發水災實例
- 1981年颱風艾妮絲，造成了臺灣中南部地區九三水災。
- 2004年颱風敏督利，造成臺灣中部地區七二水災。
- 2009年颱風莫拉克，造成臺灣南部地區八八風災。
- 2024年颱風凱米，造成臺灣高雄市大淹水。
- 2025年颱風竹節草，造成2025年7月下旬臺灣豪雨。

## 熱帶性低氣壓西南氣流引發水災實例
- 1959年，熱帶性低氣壓081號造成臺灣中南部地區八七水災。
- 2018年8月23日，熱帶性低氣壓WP242018通過台灣上空導致中南部以下大量地區淹水災情。

## 外部連接
- 氣象應用推廣基金會 （页面存档备份，存于）